# Satellit (Chromosom)
Der Begriff ist nicht mit Satelliten-DNA zu verwechseln.
In der Genetik und Cytologie bezeichnet Satellit einen Endabschnitt am kurzen Arm eines Chromosoms, der durch eine sekundäre Einschnürungsstelle vom Rest des Chromosoms abgesetzt ist. In diesem Zusammenhang wird auch von SAT-Chromosomen gesprochen. Bei einem kondensierten Chromosom wird außer der primären Einschnürung am Centromer lichtmikroskopisch also eine weitere Einschnürung sichtbar, an deren Ende der Satellit genannte Chromosomenteil hängt. Die Sekundäreinschnürung, die den Satelliten abgliedert, kann ribosomale DNA enthalten und eine Nukleolusorganisatorregion (NOR) darstellen.